# James Adams (Fußballspieler, 1896)
James Henry Adams (* 7. Juni 1896 in Chesterfield; † 31. Oktober 1973 ebenda) war ein englischer Fußballspieler.

## Karriere
Adams spielte lange Jahre im Non-League football im Umland von Chesterfield, bereits vor dem Ersten Weltkrieg in Staveley und Lowgates, ab 1915 in Eckington und ab 1918 in New Whittington, bevor er vermutlich im April 1921 zu Staveley Town kam und bei seinem ersten Ligaauftritt dafür gelobt wurde, dass er „den Ball gut in die Mitte brachte und den Ball in mehreren Situationen in ausgezeichnetem Stil entlang des Flügels führte“. Mit dem Klub gewann er am Saisonende die Derbyshire Senior League und den Derbyshire Senior Cup. Ende Mai gewann er zudem mit dem Klub mit 3:2 gegen eine Staveley Wanderers genannte Auswahl, die aus aus Staveley stammenden Profis bestand (darunter Frank Bates, Ernest Needham, Wilf Lievesley, George Needham und Harry Wright).
Im Sommer 1921 wechselte der presseseitig als „schneller rechter Flügelstürmer“ beschriebene Adams in die Football League Third Division North zum FC Chesterfield, kam in der ersten Saisonhälfte aber lediglich in der Reservemannschaft in der Central Alliance zum Einsatz. Mit der Reservemannschaft gewann er im Mai 1922 den Chesterfield Hospital Cup durch einen 2:0-Finalerfolg über Matlock Town, sowohl im Finale als auch beim 5:1-Halbfinalsieg gegen seinen vorherigen Klub Staveley Town war er als Torschütze erfolgreich.
Am 22. März 1922 gab er in einem Heimspiel gegen den AFC Ashington (0:1) sein Pflichtspieldebüt für die erste Mannschaft. In den folgenden Wochen bildete er bei insgesamt sechs Ligaspielen mit Joe Cooper die rechte Angriffsseite. Bei einem 1:0-Heimsieg Anfang April gegen den FC Walsall, in dem er den Siegtreffer von Mittelstürmer Darrell Lacey vorbereitet hatte, wurde Adams bescheinigt „außergewöhnlich hart gearbeitet“ zu haben. Bei seinem letzten Einsatz Anfang Mai, einem 2:1-Heimerfolg am letzten Saisonspieltag gegen den AFC Rochdale, vermerkte ein Korrespondent: „Adams fehlt sowohl Erfahrung als auch Urteilsvermögen für diese Kategorie von Fußball.“ Zur Folgesaison kehrte Adams zu Staveley Town zurück und spielte später auch noch für den Lokalrivalen Matlock Town.
Abseits des Fußballplatzes verdiente Adams seinen Lebensunterhalt als Lagerverwalter bei der Staveley Iron & Chemical Company.